# Třída Mogador
Třída Mogador byla třída torpédoborců francouzského námořnictva z období druhé světové války a zároveň poslední třída francouzských „supertorpédoborců“. Svými parametry se blížily lehkým křižníkům. Celkem byly postaveny dvě jednotky této třídy. Ve službě byly v letech 1939–1942. Oba byly za války potopeny. Stavbě dalších deseti torpédoborců této třídy zabránilo vypuknutí války.

## Stavba
Celkem byly postaveny dvě jednotky této třídy. Objednány byly v rámci programu pro rok 1936. Torpédoborec Mogador postavila loděnice Arsenal de Lorient v Lorientu a jeho sesterskou loď Volta loděnice Ateliers et Chantiers de Bretagne v Nantes. Do služby byly přijaty v letech 1938–1939. Stavba dalších deseti torpédoborců byla zrušena před založením kýlu kvůli válečné porážce Francie. Lišit se měly zesíleným trupem, větším dosahem a vylepšenou výzbrojí (ovšem pouze se šesti torpédomety). Byly to tři jednotky objednané v roce 1938 (Desaix, Hoche, Kléber), jedna v roce 1939 (Marceau) a šest v roce 1940 (Bayard, Bruix a čtyři další).
Jednotky třídy Mogador:
| Jméno   | Loděnice                          | Založení kýlu | Spuštěna           | Vstup do služby | Osud |
| ------- | --------------------------------- | ------------- | ------------------ | --------------- | --- |
| Mogador | Arsenal de Lorient                | 1934          | 9. června 1937     | srpen 1938      | V letech 1940–1942 podřízen vládě ve Vichy. Dne 27. listopadu 1942 v Toulonu potopen vlastní posádkou. Vyzvednut 1943 a sešrotován. |
| Volta   | Ateliers et Chantiers de Bretagne | 1934          | 26. listopadu 1936 | březen 1939     | V letech 1940–1942 podřízen vládě ve Vichy. Dne 27. listopadu 1942 v Toulonu potopen vlastní posádkou. Vyzvednut 1943 a sešrotován. |

## Konstrukce

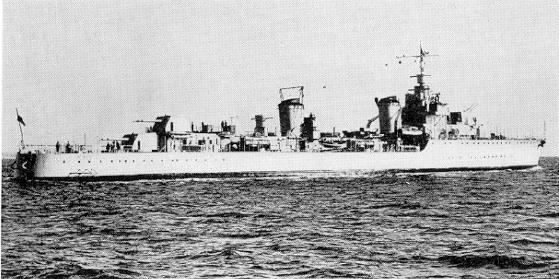
Mogador

Hlavní výzbroj představovalo osm 138,6mm kanónů umístěných ve čtyřech dvoudělových věžích. Doplňovaly je čtyři 37mm kanóny, čtyři 13.2mm kulomety a deset 550mm torpédometů. Nést mohly též až 40 námořních min. Pohonný systém tvořily čtyři kotle a dvě turbínová soustrojí o výkonu 92 000 shp, pohánějící dva lodní šrouby. Nejvyšší rychlost dosahovala 39 uzlů. Dosah byl 4000 námořních mil při rychlosti 18 uzlů a 3000 námořních mil při rychlosti 20 uzlů.

### Modifikace
Při opravách poškození způsobených Brity v Mers-el-Kébir Mogador přišel o třetí dělovou věž. Protiletadlová výzbroj byla posílena o čtyři 37mm kanóny a osm 13,2mm kulometů. Lehká výzbroj byla posílena i na torpédoborci Volta. Tvořily ji dva 37mm kanóny, dva 25mm kanóny, osm 13,2mm kulomety a osm 8mm kulometů.

## Operační nasazení

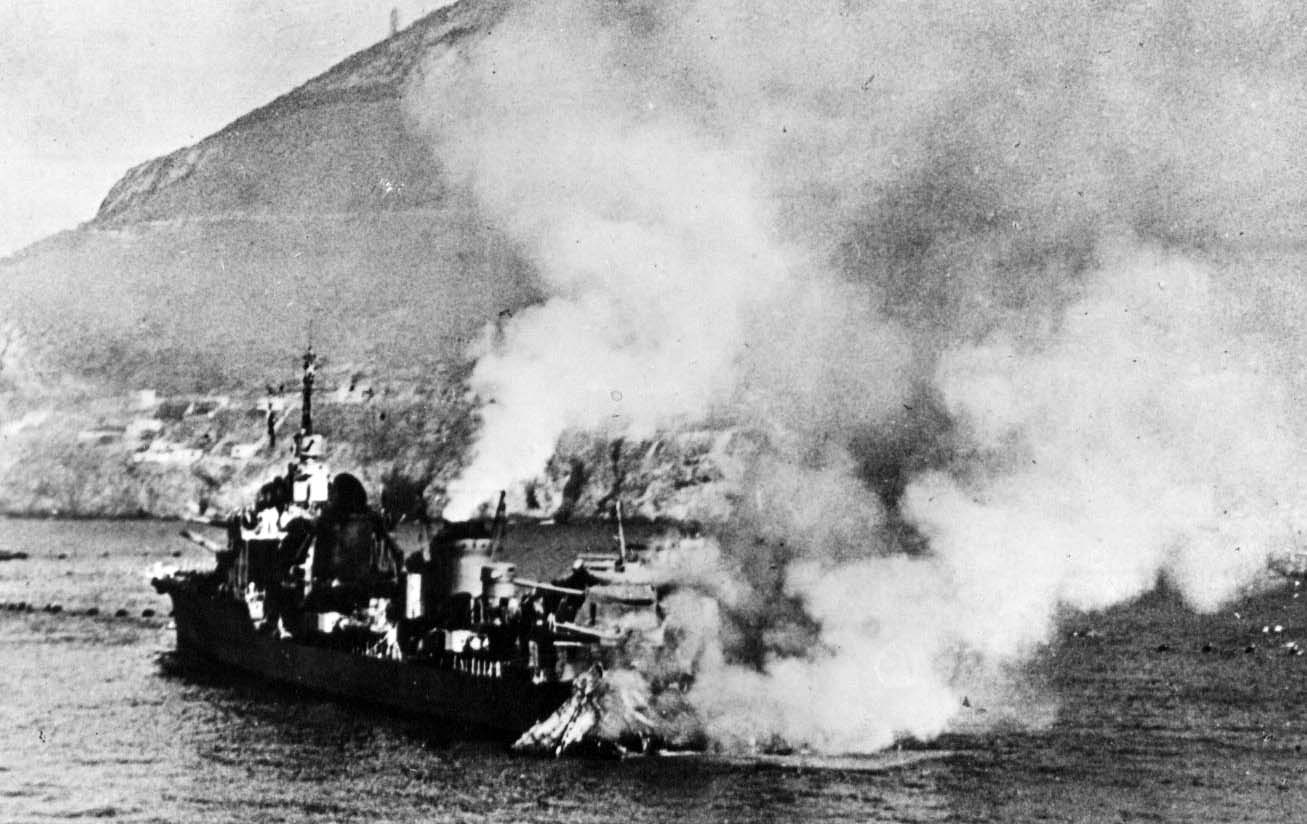
Mogador poškozený Brity v Mers-el-Kébiru

Po francouzské kapitulaci zůstaly obě lodi věrné vládě Vichistické Francie. Byly součástí francouzské eskadry napadené 3. července 1940 při útoku na Mers-el-Kébir. Poškozený Mogador musel najet na břeh, aby se nepotopil. Volta byl jednou z mála lodí, které unikly z přístavu a odpluly do Toulonu. Poškozený Mogador sem odplul později. Po okupaci Vichistické Francie Německem zde obě lodi, dne 27. listopadu 1942, potopila vlastní osádka. Později byly vyzvednuty, ale již nikdy neopraveny.